# Ermita del Socorro (Güímar)
En el caserío de El Socorro existen dos ermitas. La mayor, situada en la Plaza del Socorro, construida a finales del siglo XVI y una pequeña capilla al final de la Cuesta del Socorro de principios del siglo XX. La Ermita del Socorro fue declarada bien de interés cultural con la categoría de monumento considerando que mantiene las características arquitectónicas de un antiguo templo, así como la significación que tiene para la extensa comarca del sur tinerfeño y para toda la isla en relación con la Romería del Socorro.

## Historia
Según el Padre Fray Alonso de Espinosa, la primitiva ermita se construyó en el primer tercio del siglo XVI cerca del lugar donde aparició la Virgen en la Playa de Chimisay: "...por memoria deste aparecimiento, pusieron después los cristianos una cruz que hoy está en pie, y un poco adelante fundaron una pequeña ermita, que llamaron del Socorro...". Según esto, la ermita estaría cerca del Llano de la Virgen, posiblemente tras la Cuesta del Socorro, lugar donde relata la tradición que el mencey Acaymo solicita "socorro" para poder superar las dificultades orográficas durante el traslado de la imagen a Chinguaro. 
El historiador Cipriano de Arribas y Sánchez señala la fecha de construcción de la ermita, "...mandada fabricar por el primer Adelantado y vecinos de la isla en 1510.".
Tras un periodo de decadencia, Antonio de Viana recoge que a finales del siglo XVI la ermita tuvo que ser reconstruida en un lugar diferente: "...y vio el barranco y sitio venturoso donde apareció la Santa Imagen, y adonde se fundó por su memoria una ermita llamada del Socorro, que nuevamente se ha reedificado y está muy cerca del barranco, puesto que fundarse en el mismo fue imposible por el combate de la mar que baña toda la playa, y boca del barranco,...".
En el siglo XIX las reformas promovidas por el párroco Agustín Díaz Núñez dotan al templo de dos naves.
Hacia 1915 se levantó una pequeña capilla en el sitio donde probablemente estuviera la original.
La reforma más reciente ha sido la restauración del campanario realizada en 2011.

## Descripción
Consta de dos naves, con cubierta de teja árabe a dos aguas. Arquitectónicamente destaca su fachada de abtería y su campanario. En su interior el pavimento es de piedra chasnera y sobresale una pintura al óleo de Nuestra Señora de El Socorro, pintada por Javier Eloy Campos, natural de Güímar.

## Galería

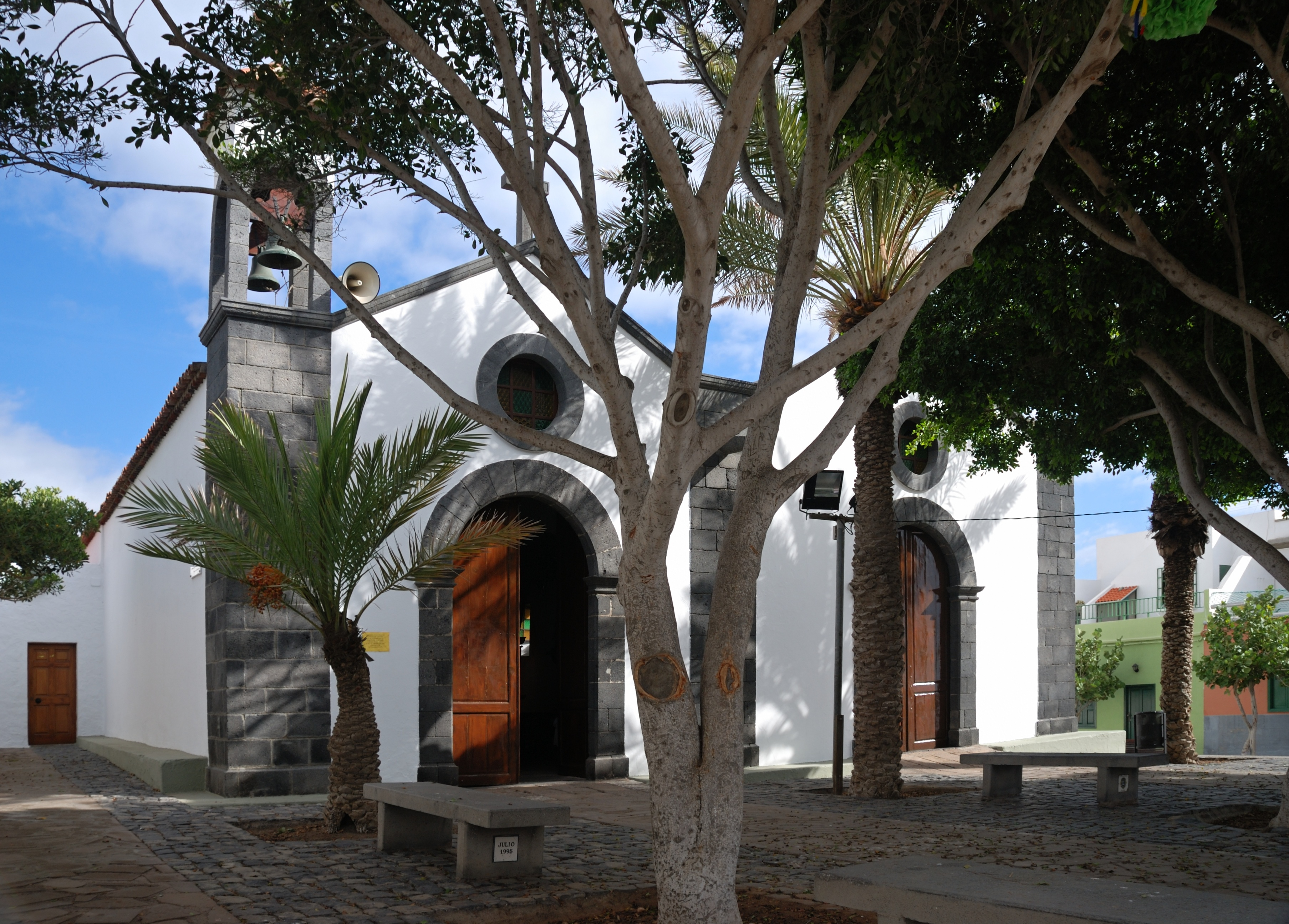
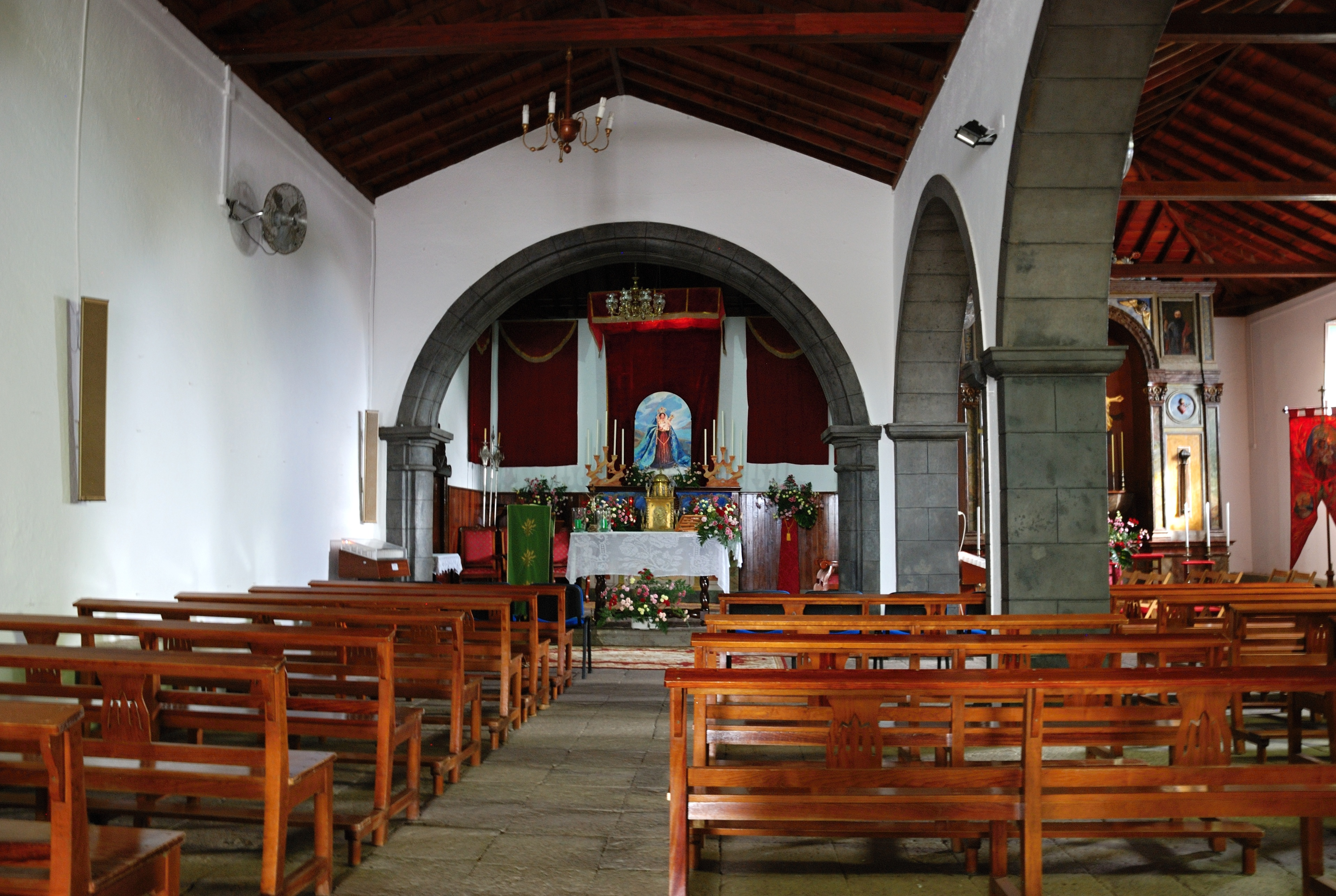
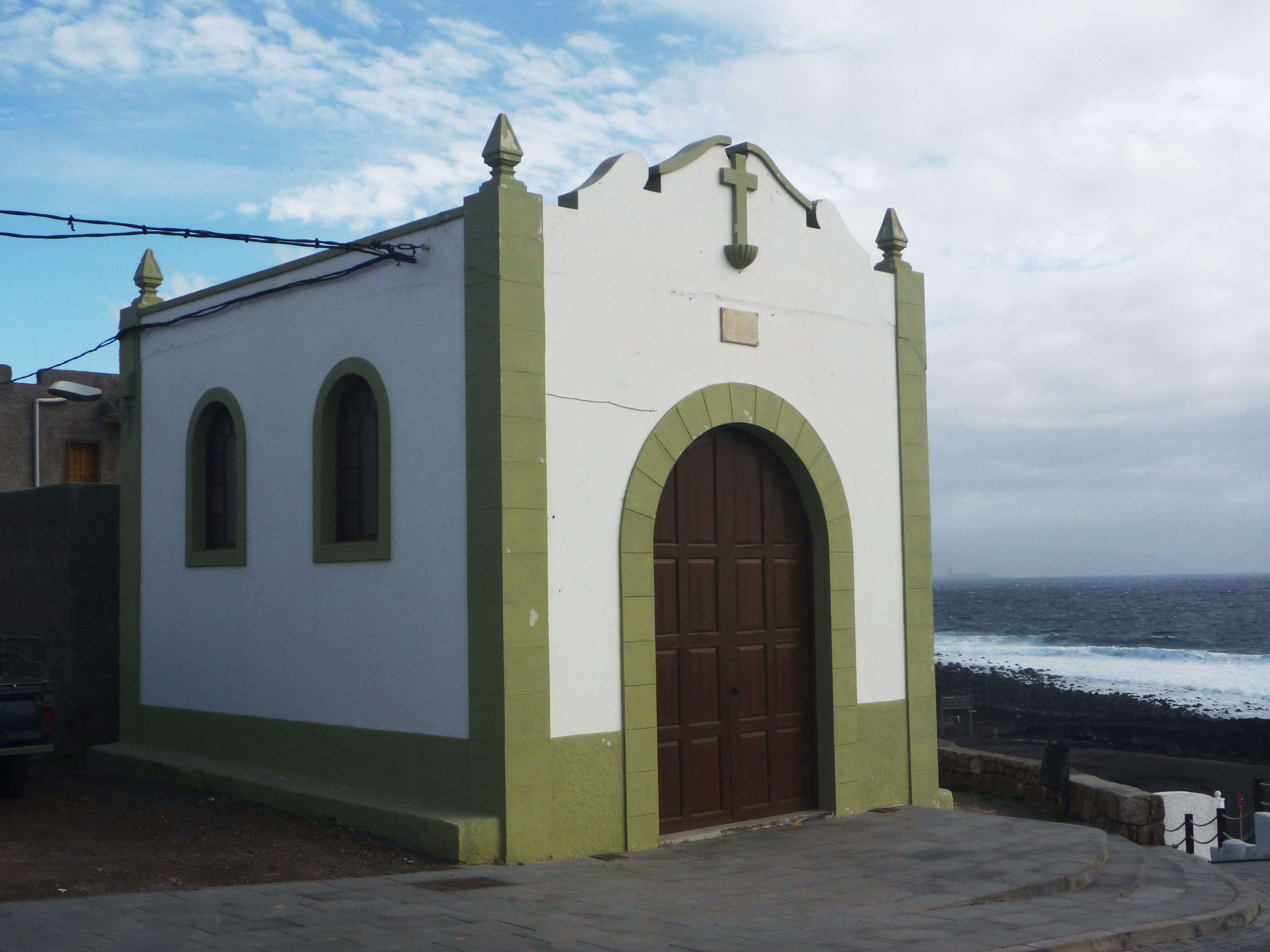